# Otto Heubner

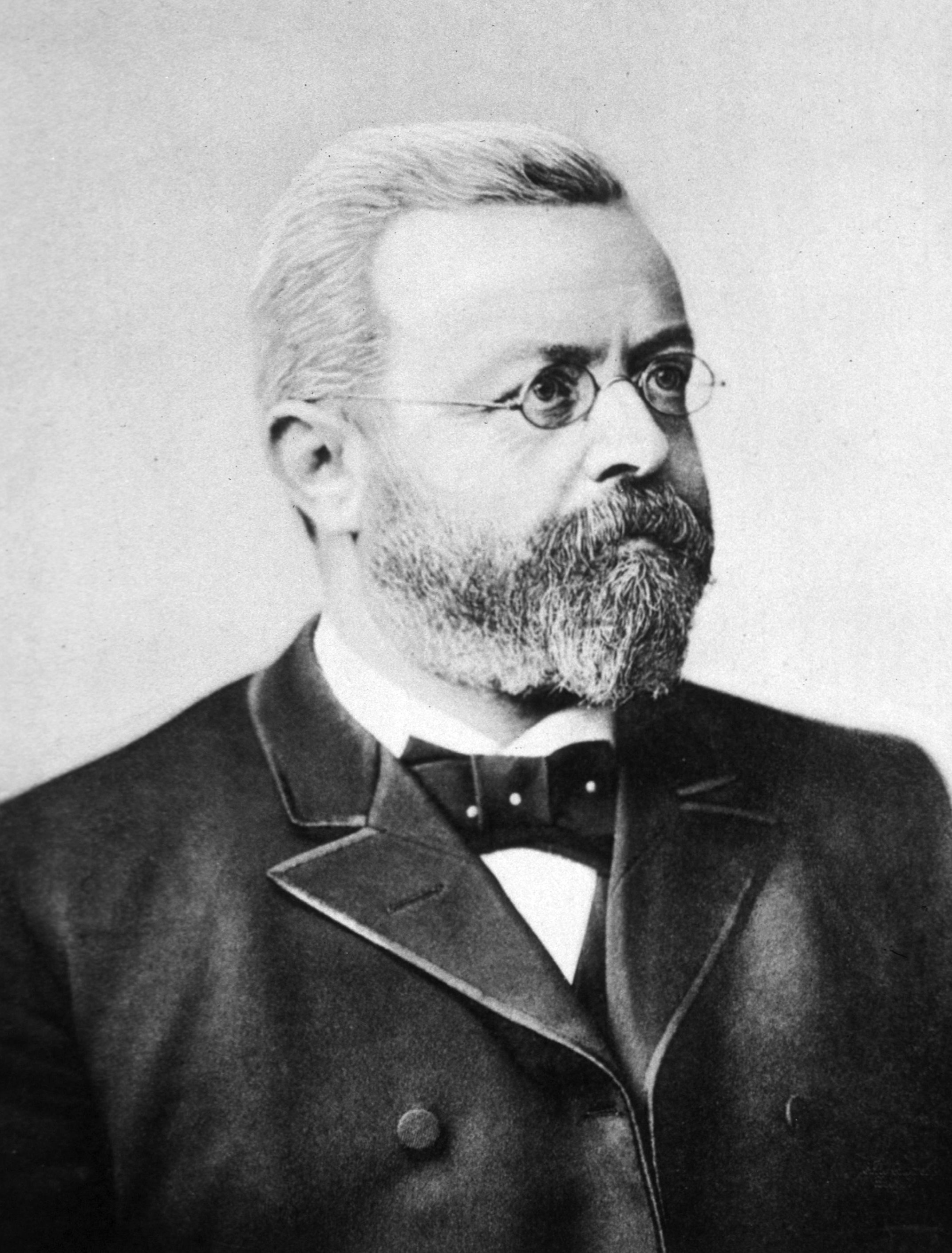
Otto Heubner, 1898

Johann Otto Leonhard Heubner, auch Otto Johann Leonhard Heubner (* 21. Januar 1843 in Mühltroff im Vogtland; † 17. Oktober 1926 in Loschwitz, heute Stadtteil von Dresden), war ein deutscher Internist und Kinderarzt. Er gilt als Begründer der pädiatrischen Physiologie, als einer der Väter der Kinderheilkunde in Deutschland und trug zu ihrer Etablierung als akademisches Fach maßgeblich bei. Innerhalb des Deutschen Reiches erhielt er in Berlin das erste eigenständige Ordinariat für Pädiatrie. Er erkannte auch die politische und soziale Dimension vieler Krankheiten und wurde ein engagierter Vorkämpfer für Kinderfürsorge und Kinderschutz. Otto Heubner lieferte wertvolle wissenschaftliche Beiträge auf vielen Gebieten.

## Leben

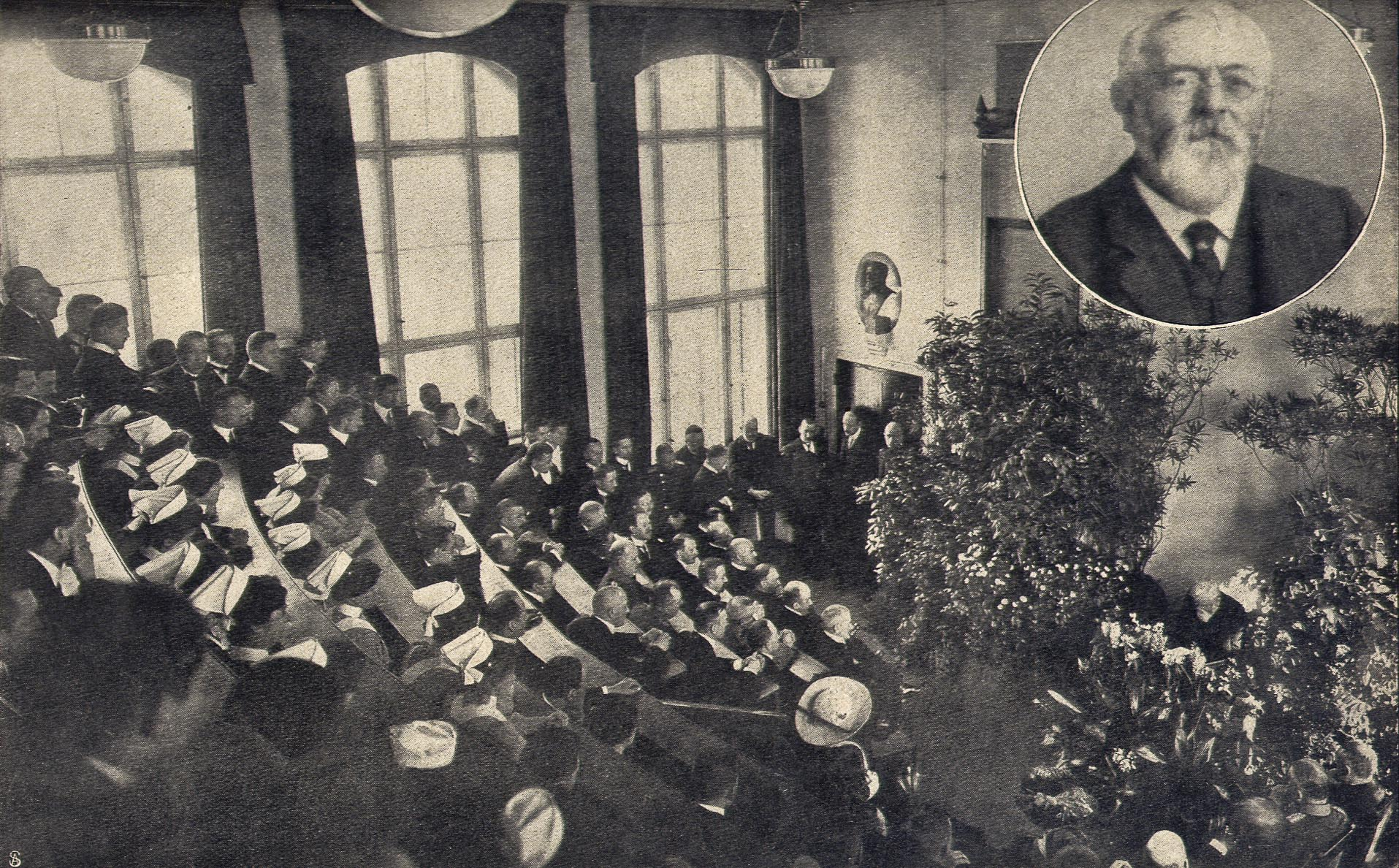
Otto Heubners Abschiedsvorlesung im Hörsaal der Charité Berlin, 1913

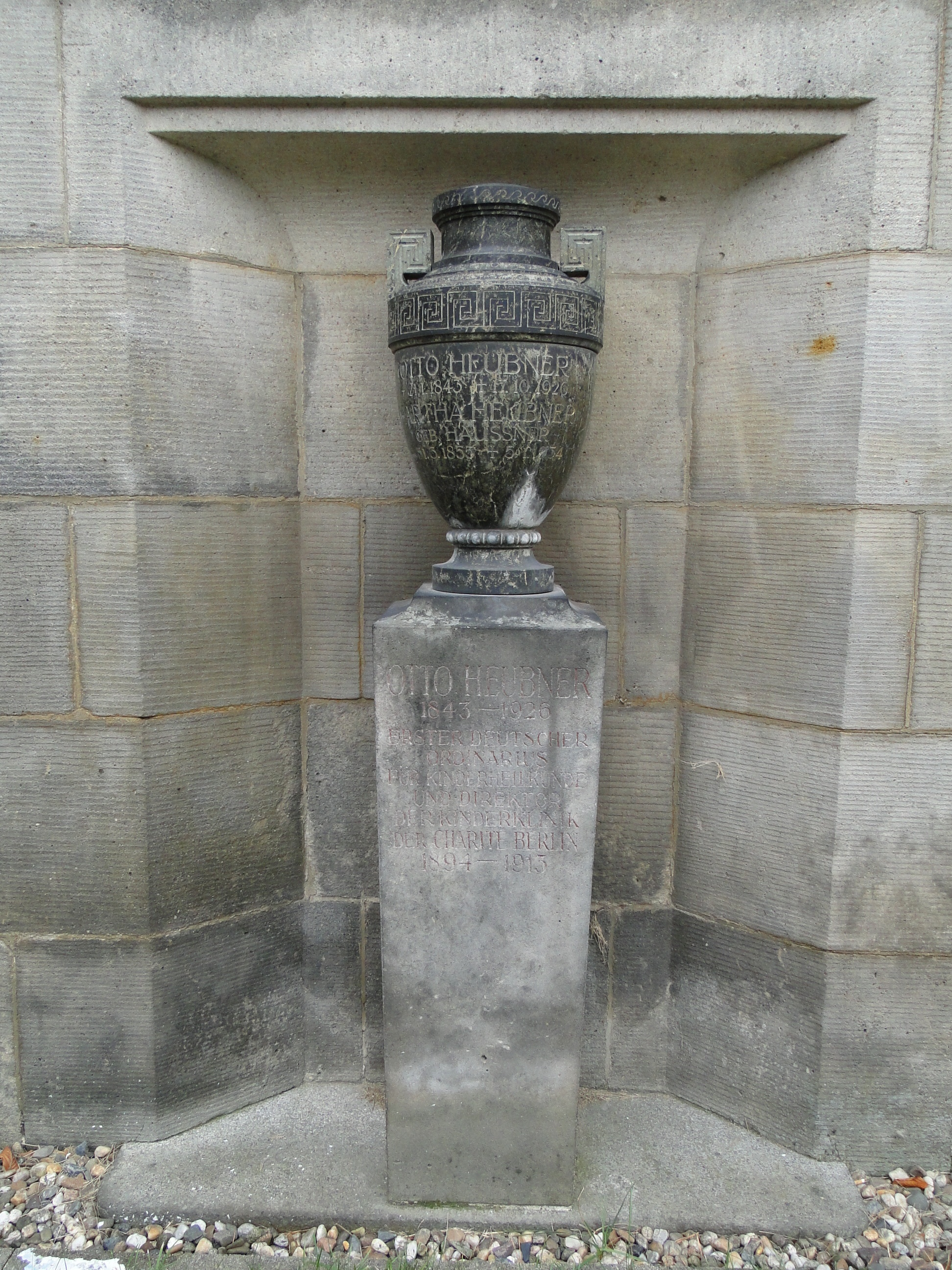
Otto Heubners Grab auf dem Urnenhain Tolkewitz

Otto Heubner wurde als Sohn des Juristen, Politikers und sogenannten „Turnvaters Sachsens“ Otto Leonhard Heubner in Obersachsen geboren und wuchs, da sein Vater wegen Beteiligung am Maiaufstand von 1849 für zehn Jahre inhaftiert worden war, bei seinem Onkel  in Freiberg und Grimma, wo er die Fürstenschule besuchte, auf. 1861 nahm er das Studium der Medizin an der Universität Leipzig auf, das er 1866 mit dem „Examen rigorosum pro venia legendi et docendi“ abschloss. Ab Sommer 1862 war er Mitglied der Leipziger Universitäts-Sängerschaft zu St. Pauli (heute Deutsche Sängerschaft). Im Anschluss unternahm er eine Studienreise, die ihn 1867 nach Prag und Wien führte, wo er sich in der Diagnose innerer und Hautkrankheiten sowie der Syphilis schulte.
Die klinische Arbeit begann er 1866 am Leipziger Jakobshospital als Assistent und „Cholera-Arzt“ bei dem Internisten Carl Reinhold August Wunderlich, wo er mit einer Arbeit über Cholera auch promoviert wurde. Heubner habilitierte sich (ohne Habilitationsschrift) 1868 und erhielt eine Privatdozentur für Innere Medizin. Während des Deutsch-Französischen Krieges 1871 übernahm er zusätzlich zu seiner Tätigkeit als Dozent und Wissenschaftler sowie der 1871 begonnenen Arbeit als niedergelassener praktischer Arzt die Leitung eines Reservelazaretts mit 180 Betten in Leipzig.
1873 wurde er auf Vorschlag von Wunderlich zum außerordentlichen Professor für Innere Medizin an der Leipziger Universität berufen, hielt Vorlesungen über Pathologie und Therapie und erhielt als Nachfolger des nach Freiburg i. Br. berufenen Georg Friedrich Louis Thomas 1876 die Leitung der Leipziger Distriktpoliklinik, die er bis 1891 innehatte. Ebenfalls im Jahr 1876 heiratete er die aus einer wohlhabenden Plauener Kaufmannsfamilie stammende Martha Haußner, mit der er zwei Söhne, so den Pharmakologen Wolfgang Otto Leonhard Heubner (1877–1957) und zwei Töchter bekam. Einen 1886 erhaltenen Ruf an das Kaiser-Franz-Josef-Kinderspital in Prag lehnte er ab. Im Jahr 1887 wurde Heubner zum Mitglied der Leopoldina gewählt. 1891 wurde auf sein Betreiben mithilfe der finanziellen Unterstützung eines privaten Vereins  die seinerzeit modernste, mit einer eigenen kinderchirurgischen Abteilung ausgestattete Kinderklinik in Leipzig-Reudnitz eingerichtet, der Heubner als Leiter vorstand. Erfolge gelangen ihm in Zusammenarbeit mit Emil von Behring bei der Behandlung der Diphtherie mit „Heilserum“ (faktisch eine passive Impfung).
Als Internist hatte Heubner früh die Notwendigkeit einer eigenen pädiatrischen Disziplin erkannt. Da sich die Leipziger Universität weigerte, ihm einen ordentlichen Lehrstuhl für Kinderheilkunde einzurichten, ging Heubner 1894 an die Berliner Charité, wo er am 14. April als außerordentlicher Professor die Leitung der Kinderklinik übernahm. Am 11. Dezember 1894 wurde er in der Medizinischen Fakultät der Königlichen Friedrich-Wilhelms-Universität zum ordentlichen Professor ernannt. Bis zu seiner Emeritierung 1913 machte er sich um die Behebung vieler hygienischer Missstände verdient, was sich auch im massiven Sinken der Säuglingssterblichkeit an seiner Klinik niederschlug. 1902 war er Vorsitzender der Gesellschaft Deutscher Naturforscher und Ärzte. Zu seinen Schülern an der Charité gehörte unter anderem der Würzburger Kinderarzt und Lehrstuhlinhaber Hans Rietschel. Otto Heubner starb 83-jährig an den Folgen eines Schlaganfalls; seine Urne befindet sich im Urnenhof des Urnenhains Tolkewitz.

## Wissenschaftliches Werk
Wissenschaftlich befasste sich Heubner vor allem mit Hirn- und Hirnhautentzündungen sowie Nierenerkrankungen des Kindesalters, der Säuglingstuberkulose und der Tuberkulinbehandlung. Ab 1887 war er Mitherausgeber vom Jahrbuch der Kinderheilkunde. Im Jahr 1896 hatte er den Erreger der „epidemischen Genickstarre“ bei bakterieller Meningitis in der Zerebrospinalflüssigkeit nachgewiesen. Er war der Erste, der 1902 bei einem Kind ein EKG ableitete. Ein weiterer Forschungsschwerpunkt bildete der Energiebedarf von Kleinkindern und die künstliche Ernährung von Säuglingen. Gemeinsam mit Max Rubner bestimmte er um 1898 den Gesamtstoffwechsel von gesunden und atrophischen Säuglingen, wodurch die Errechnung des nach Heubner benannten altersabhängigen Energiequotienten für die Zufuhr an Nahrungsenergie pro Gewichtseinheit möglich wurde. Viele Krankheiten und klinische Bilder tragen heute seinen Namen: Als „Heubnerscher Sternenhimmel“ wird der Ausschlag bei Windpocken bezeichnet, die Zöliakie wird auch „Heubner-Herter-Krankheit“, die Leukenzephalitis auch „Heubner-Schilder-Syndrom“ genannt. Die „Heubner-Krankheit“ wiederum ist die von Heubner 1874 erstmals beschriebene Gefäßentzündung (Endarteriitis obliterans) der Hirngefäße bei Syphilis (Endarteriitis syphilitica). Sein ab 1903 herausgegebenes Lehrbuch der Kinderheilkunde blieb jahrzehntelang das Standardwerk in deutscher Sprache.

## Ehrungen und Nachwirkung
Die Deutsche Gesellschaft für Kinder- und Jugendmedizin vergibt seit 1955 den Otto-Heubner-Preis.
Der 1999 konstituierte Verbund der Kliniken für Kinder- und Jugendmedizin der Charité Berlin ist nach Otto Heubner benannt.